# Cisterna Portuguesa
A Cisterna Portuguesa é uma construção histórica na cidade de El Jadida, no Marrocos. Foi construída pelos portugueses no século XVI como parte da fortaleza de Mazagão, para armazenar água em caso de cerco. A cisterna é uma sala quadrada com trinta e seis abóbadas que se apoiam em vinte e cinco colunas e um óculo central que permite a entrada de luz. Após o abandono português em 1769, a cisterna permaneceu escondida por dois séculos até ser redescoberta em 1916 por um comerciante e foi restaurada. Foi declarada Patrimônio Mundial pela UNESCO em 2004 como parte da cidade portuguesa de Mazagão (El Jadida) e é considerada uma das sete maravilhas de origem portuguesa no mundo. A cisterna portuguesa é considerada uma obra-prima da arquitetura militar portuguesa do Renascimento e um testemunho das influências recíprocas entre a cultura europeia e a marroquina.
A cisterna foi usada como cenário do filme Otelo (1951) de Orson Welles, uma adaptação da obra de William Shakespeare.